# バブカ

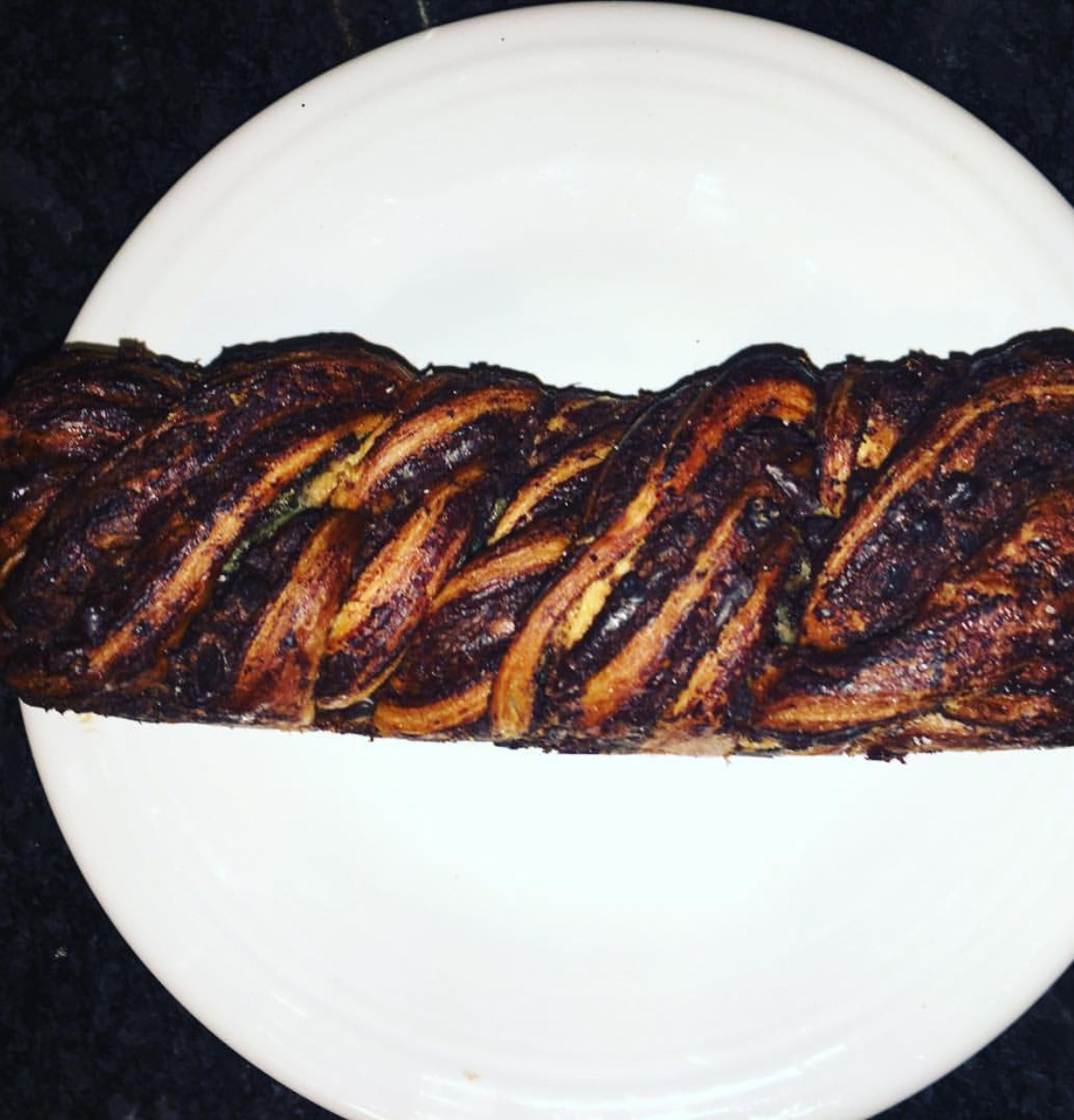
チョコレートバブカ。

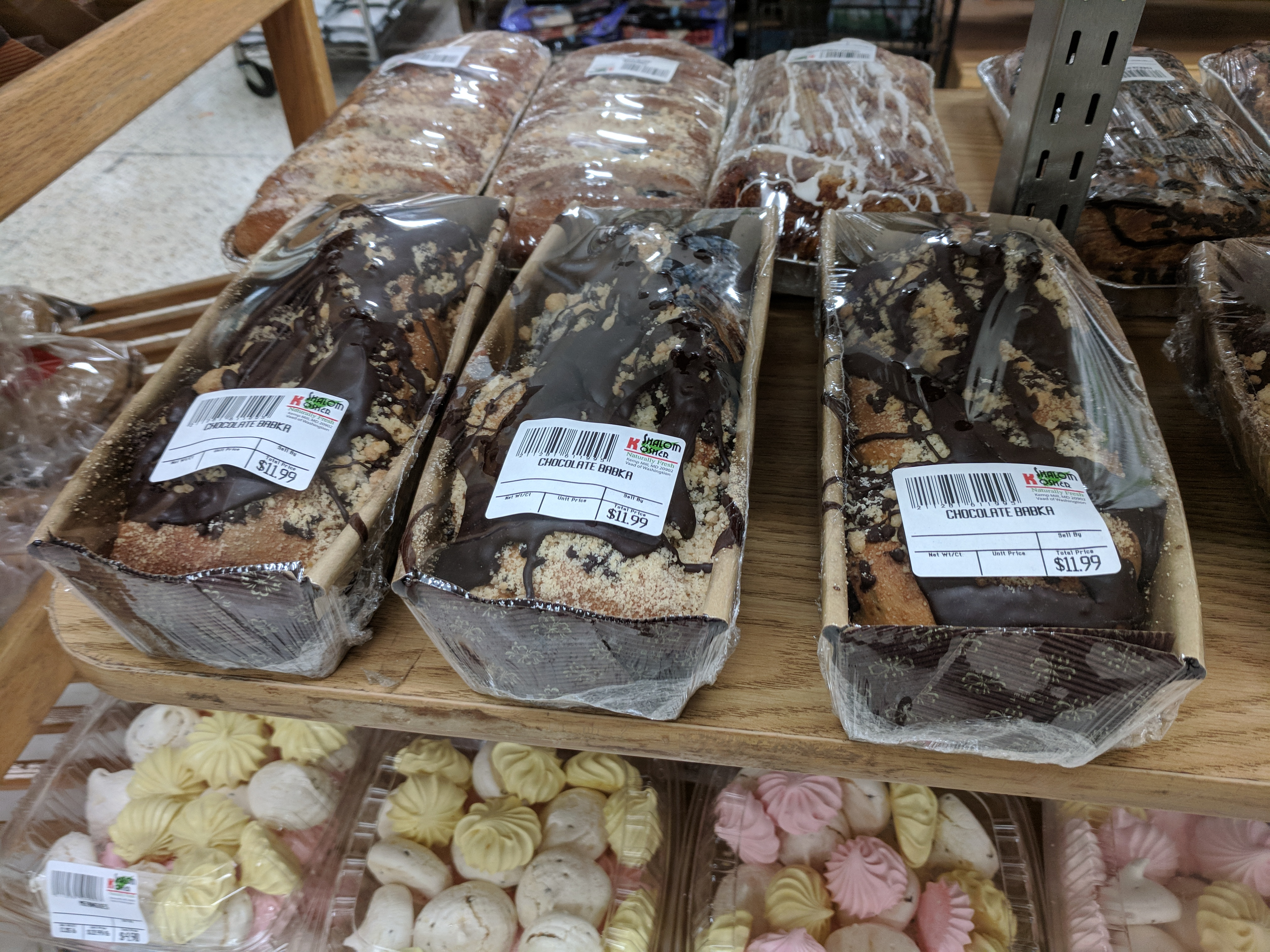
メリーランド州のパン屋で売られているバブカ。

バブカ（英: Babka）とは、パンの一種である。元々は、祝日に食べる特別なパンだったとされ、クリスマスには赤や緑のドライフルーツでバブカを作り、祝うこともある。

## 歴史
中東発祥のパンで、19世紀初頭に東ヨーロッパのユダヤ人の間で発展した。チョコレートは一般に入手できなかったため、当時は使用されていなかった。チョコレートバブカは20世紀半ばのアメリカで発展した。
バブカという名前は、ポーランドとウクライナ西部で食べられているイースターのパン一種であるBabaもしくは、Diminutive babkaに由来する。これはポーランド語で「祖母」を意味し、イディッシュ語のBubbeに関連している。
ポーランド語とウクライナ語のバブカは、ユダヤ人のバブカとそれぞれ同じ名称であるが、それぞれのバブカは大きく異なる。東ヨーロッパのバブカは、伝統的な鍋で作られ、その見た目から名前が付けられている。一方、ニューヨークの西洋文化に導入された変種は、織り合わされて焼かれた生地のストランドで構成されている。
バブカは、20世紀の後半まで、ポーランドのユダヤ人の間以外ではほとんど前例のないものだった。1950年代後半、ヨーロッパスタイルのパン屋が、イスラエルと米国でそれを提供し始めた。チョコレートの他に、ケシの実、アーモンドのペースト、チーズなどのさまざまな種類ができ、一部のパン屋はシュトロイゼルをトッピングした。
2010年代以降、バブカの人気はアメリカ国内で高まった。特にニューヨークでは、伝統的にユダヤ人が所有する少数のパン屋やデリカテッセンが、シナモンなどの伝統的な詰め物で満たされた独自のバブカを販売し始めた。特に、チョコレートバブカでよく知られるようになった。

## 種類

### アメリカ

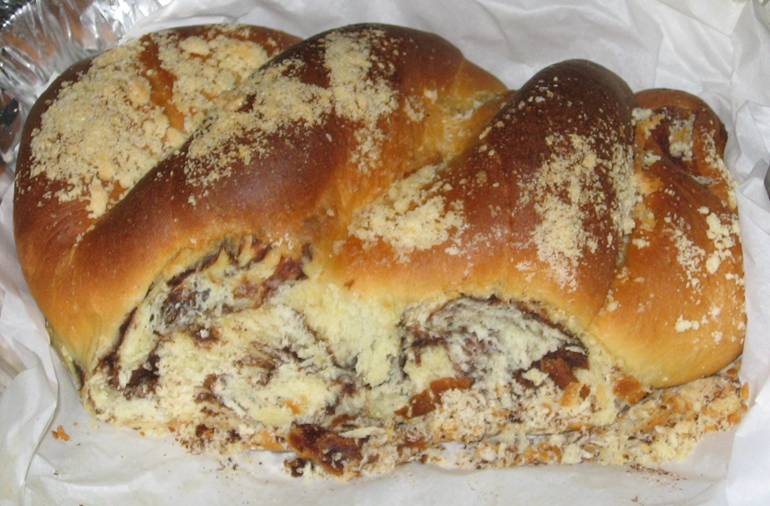
似た生地で作られた伝統的なアメリカンスタイルのチョコレートバブカ。

アメリカのバブカは、ハッラーに似た生地で作られ、シュトロイゼル、ケシの実、またはパン粉がトッピングされることがよくある。

### イスラエル
イスラエル風のバブカは、バターを多く含んだラミネート生地で作られる。それを何度も折りたたんで巻き、イスラエル風のルゲラーに使用されているものと同じようなの多くの層とクロワッサン生地を生む。イスラエル風のバブカには、さまざまな具材や形がある。ほとんどの場合、パンの形になるが、パイ型やリング状のパブカや、生地を編んだパブカもある。
最も人気のある具材は、Haschahar Ha'oleで、チョコレートとイスラエルのチョコレートスプレッド、Poppy seed filling、クワルクで作られたチーズ出来ている。また、シュトロイゼルトッピングされることは、ほとんど無い。
また、ギリシャヨーグルトやザアタルを入れることがよくある。

### ココシュ
ココシュ（英: Kokosh）と呼ばれる同様のケーキは、ユダヤ人のパン屋にも人気がある。ココッシュにはチョコレートとシナモンの種類もあるが、バブカよりも低く、長く、ねじれておらず、シュトロイゼルがトッピングされていない。
ココシュは、モントリオール、ニューヨーク、シカゴ、マイアミ、トロントなど、ユダヤ人の人口が多い北アメリカの都市で人気がある。